# هتایرا

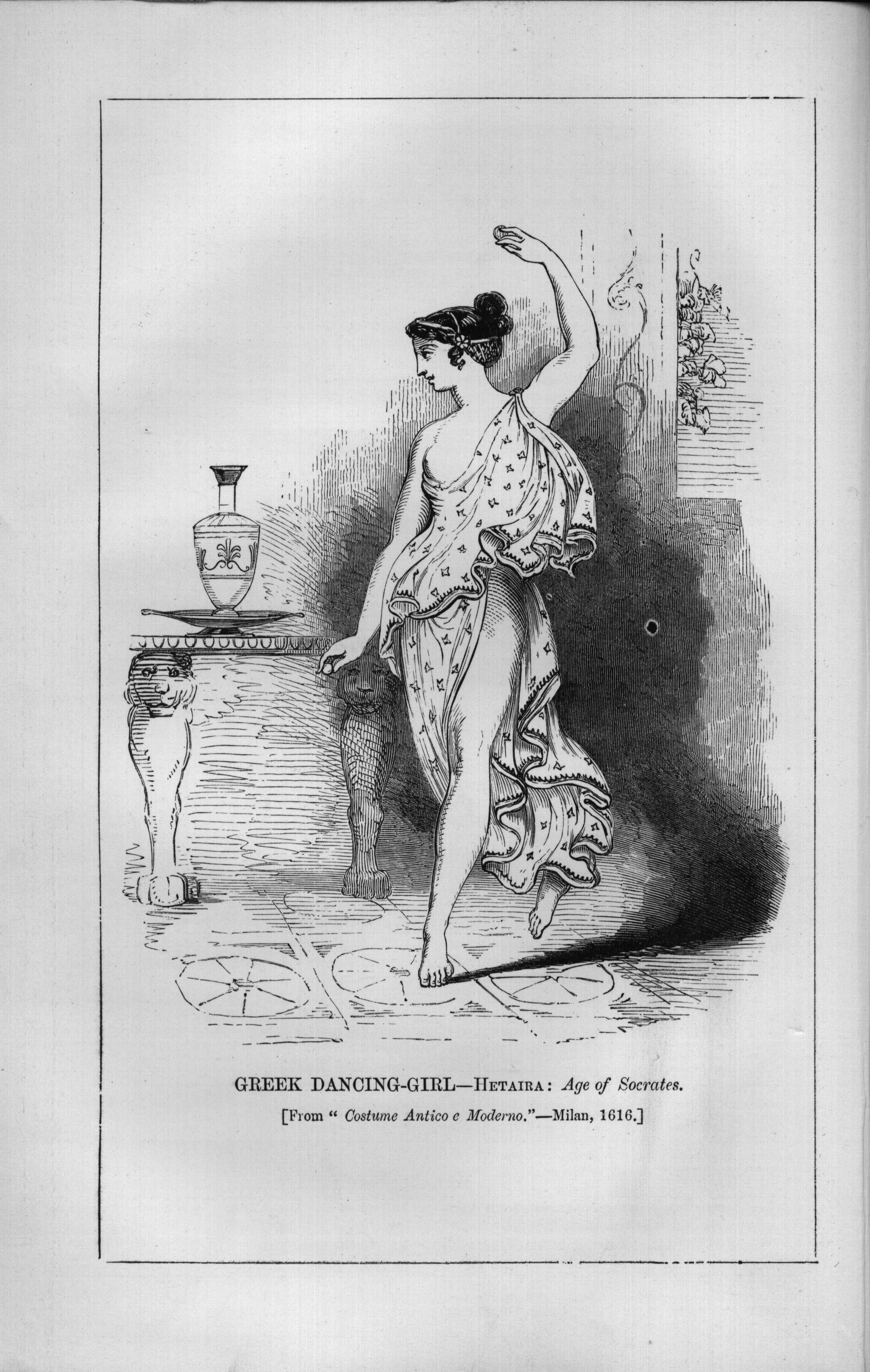
دختر رقصنده یونانی- هتایارا: عصر سقراط

هِتایرا، (به یونانی: ἑταίρα)، (جمع: هتایرای)، به معنای همراه، واژه‌ای است که به گونه‌ای از تن‌فروشان در یونان باستان گفته می‌شده‌است که جدا از تن‌فروشی و ارائهٔ خدمات جنسی، به عنوان هنرمند، ارائه‌دهندهٔ سرگرمی و سخنور نیز خدمت می‌کرده‌اند. برخلاف عموم زنان یونان باستان، زنان هتایرا تحصیل‌کرده و آموزش‌دیده بودند و اجازهٔ ورود به سمپوزیوم را دارا بودند.
به‌طور سنتی، مورخان یونان باستان میان دو گروه یا طبقه از تن‌فروشان تمایز قائل شده‌اند. این تاریخ‌دانان، هتایرای و پورنای (گروه دیگری از روسپیان) را متفاوت دانسته‌اند. برخلاف پورنای که در روسپی‌خانه یا خیابان، به عرضهٔ رابطهٔ جنسی به مشتریان متعدد می‌پرداختند؛ باور یا تصویر عمومی از هتایراها این بود که تنها تعداد کمی از مردان خاص در هر زمان مشتری آنان بوده‌اند؛ هتایراها روابط بلندمدت‌تری با مشتریان خود داشته‌اند و علاوه بر ارائهٔ خدمات جنسی، با آنان همراهی کرده و انگیزش فکری نیز به آنان می‌داده‌اند. برای نمونه، چارلز سلتمن در سال ۱۹۵۳ نوشت «هتایرای، قطعاً طبقهٔ اجتماعی متفاوتی بوده و اغلب زنانی با تحصیلات سطح بالا بوده‌اند.» با این وجود، اخیراً مورخان این که واقعاً تا چه حد تفاوتی میان هتایرای و پورنای وجود داشته است را زیر سؤال برده و مورد پرسش قرار داده‌اند. برای مثال، دومین ویرایش فرهنگ کلاسیک آکسفورد (فرهنگ اروپای قدیم آکسفورد)، چنین نوشته است که هتایرا، نوعی حسن تعبیر یا به‌گویی برای هر نوع تن‌فروش بوده‌است. کنستانتینوس کاپاریس از این دیدگاه پشتیبانی می‌کند و بر این باور است که با توجه به آن که در سخنرانی آپولودوروس در محاکمهٔ نئایرا، تمامی تن‌فروشان با واژهٔ هتایرا دسته‌بندی شده‌اند؛ این واژه به هر نوع روسپی گفته می‌شده است.
دیدگاه سوم که از سوی ربکا فیوتو کندی مطرح گردیده‌است؛ چنین بیان می‌دارد که هتایرای (هتایراها)، روسپی عادی یا تن‌فروشانی با مشتریان ثروتمند نبوده‌اند؛ بلکه زنانی نخبه و ارشد بوده‌اند که در فرهنگ تجملاتی و لوکس شرکت می‌جسته‌اند؛ چنان که شکل مذکر واژهٔ هتایرای، هتایروی، به گروهی از مردان نخبه گفته می‌شد که در سمپوزیوم شرکت می‌کردند.
حتی هنگامی که از واژهٔ هتایرای برای نامیدن گروه یا دستهٔ خاصی از روسپیان استفاده می‌شده‌است؛ پژوهشگران بر مرزبندی دقیق این گروه خاص با دیگر تن‌فروشان اتفاق نظر نداشته و با یکدیگر مخالفت می‌ورزند. کورکه بر این نکته تأکید می‌ورزد که هتایراها با زبان تبادل هدایا، به فروش خدمات جنسی می‌پرداخته‌اند؛ در حالی که پورنای (پورناها)، علناً رابطهٔ جنسی را می‌فروخته‌اند. او ادعا می‌کند که هردو گروه هتایرای و پورنای، ممکن بود برده یا آزاد باشند و یا مستقل یا با یک قواد کار کنند. کاپاریس می‌گوید هتایراها تن‌فروشان طبقهٔ مرفه و ثروتمند بوده‌اند و دوور را شاهد می‌گیرد که به بلندمدت بودن روابط هتایراها با مردان خاص اشاره کرده‌است. ماینر با کورکه مخالف است و معتقد است هتایراها همواره آزاد بوده و برده نبوده‌اند.
هتایرای، زنانی تحصیل‌کرده و آموزش‌دیده بودند که علاوه بر ارائهٔ خدمات جنسی و در دسترس بودن برای شراکت جنسی برای مردان سمپوزیوم‌ها، از مهارت‌های زبانی، سخنوری، مهارت در طنز و گفتار فصیح و بلیغ برخوردار بوده‌اند. تائیس یک هتایرا بوده است.